# Bon vent
Bon vent est une œuvre pour violon seul de la compositrice Kaija Saariaho écrite en 2018.

## Contexte et création
Bon vent a été écrit en 2018. L'œuvre est créée la même année au Conservatoire à rayonnement régional de Paris par la fille de la compositrice, Aliisa Neige Barrière, au violon.